# Стара српска православна црква „Намастир" у Ботошу
Стара српска православна црква „Намастир“ у Ботошу, насељеном месту на територији града Зрењанина, посвећена је рођењу Светог Јована Претече. Иако нема поузданих података о изградњи, њено настајање се везује за време насељавања српских граничара (1768-1770). Представља непокретно културно добро као споменик културе од великог значаја.

## Историја и данашњи изглед
Према предању, придошли калуђери су направили цркву од бусења, чији се трагови могу и данас видети на олтарском зиду. Била је покривена шиндром која је касније замењена бибер црепом. Не може се тачно утврдити када су извршене преправке.
Данас је то једнобродна правоугаона грађевина са несразмерно великом олтарском апсидом и тек наговештеним певничким просторима. Кров изнад олтара је заобљен, док су масивни зидови су подзидани опеком. Фасаде су окречене, без декоративне пластике, са пет прозорских отвора и улазом на јужној страни.
У унутрашњости цркве налазе се иконе светаца које представљају изумрле породице, као и оне које су напустиле православну веру. Међу овим иконама налази се неколико вредних радова из 18. века.
Конзерваторски радови изведени су 1984. и од 2007. до 2013. године.

## Галерија
- Северна фасада
- Источна фасада
- Ентеријер